# Буде нам з тобою що згадати
Буде нам з тобою що згадати — українська повстанська пісня. Пісня оспівує боротьбу українських повстанців з іноземними загарбниками в період 1940—1950х років.
Автором слів пісні є член ОУН Юрій Буряківець, він народився у 1922 році в місті Чорнобилі. На момент публікації вірша він мав вік лише 21 рік, але до цього встиг стати членом ОУН. За участь в українському русі опору відсидіти пів року в гестапо та бути вивезеним на примусові роботи до Німеччини.
.
Перший раз текст пісні у вигляді вірша під назвою «Післяслово», опубліковано у журналі таємного Пласту «Дорога», за 1943 рік (журнал виходив легально, як видання для молоді).
Пісня в сучасному варіанті має ряд відмінностей, наприклад.
В оригінальному тексті є ряд відмінностей, наприклад замість «після довгих, збавлених ночей», присутній рядок «після диких, спалених…» . А початкове «задуднять навколо видноколи» було змінено на «і почуєш грізну борню волі». «Де руїни між пухмурих трав» змінено на «Крізь руїни сіл, дерев і трав».
Друге життя пісня отримала у 1999 році завдяки спільній обробці та виконанню Скрябіна й Тараса Чубая в проекті
«Наші партизани». За більше ніж двадцять років «народна творчість» породила версію, що автором слів є Олесь Бабій (саме він автор гімну
ОУН, тепер відомого, як «Марш української армії»)
.
У 2006 році пісня «Буде нам з тобою що згадати» стала саундтреком до популярного циклу документальних телепередач «Собор на крові», телеканалу 1+1
.

## Текст
Буде нам з тобою що згадати
Після довгих збавлених ночей.
Вивчив я далекий звук гарматний |
І тривожний блиск твоїх очей. | (2)

Твої очі — квіти темно-сині
На узбіччі радісних доріг.
Чи зустрінемось з тобою знову |
На своїх дорогах бойових? | (2)

Будуть стрільна розриватись глухо
І дрижати в вибухах земля.
Вийдеш ти в ту сторону — послухай |
Де в багряних полум'ях поля. | (2)

І почуєш грізну борню волі, 
І вкриється кров'ю битий шлях.
Будуть хлопці йти суворочолі |
В сіруватих, наче ніч, рядах. | (2)

І пройдуть вони безмежним краєм
Крізь руїни сіл, дерев і трав.
І напевно ти тоді згадаєш, |
Хто любов і мужність поєднав. | (2)